# Charlotte Knollys
Charlotte Knollys, född 1835, död 1930, var en brittisk hovfunktionär. Hon var hovdam och privatsekreterare till Storbritanniens drottning Alexandra av Danmark. 
Hon var dotter till hovfunktionären Sir William Thomas Knollys och Elizabeth St. Aubyn. Hon gifte sig aldrig. 
Hon utnämndes 1863 till hovdam, Lady of the Bedchamber, till den nya kronprinsessan, Alexandra av Danmark. Hon och hovmannen Dighton Probyn beskrivs som tillhörande Alexandras närmaste privata livslånga vänkrets. Hon fick så småningom platsen som Alexandras privatsekreterare, och kom att kallas den första kvinna som fått titeln Private Secretary of the Sovereign.